# 洋红工房
洋红工房是位于中华人民共和国的AVG游戏开发团体，始创于2011年。该视觉小说开发团体主要产品集中在治愈系美少女游戏。首作《东73~洋红色童话》发布于2011年4月3日，其精心设计的故事情节、与当时日本美少女游戏主流相符的游戏方式以及大量源自南京实景的背景构图，使得游戏在华语美少女游戏圈内迅速获得一定的知名度；第二作《山桂》作为Steam游戏平台上的首款中国产文字类冒险游戏于2012年12月9日发布初版，经历重大改动后于2014年8月19日通过免费升级发布决定版，其低廉的定价、过短的游戏时长、迅速蜕变并自成一派的画风以及与发行商的齟齬，使该作在业内获得褒贬不一的评价；第三作《百曲》在2017年7月28日发售，其一反前作的清新日常风格，选取了略有伤感的悲情故事作为作品主线，并涉及较为敏感的安乐死话题，但凭借着不俗的故事讲诉能力，使得该作在生死离别间带有别样的治愈，获得业内较高评价；后又在2018年12月16日推出第四作《山桂2》。目前已发售的四作均已登陆Steam游戏平台。
洋红工房是由梦也创立，其在洋红工房中扮演着极为重要的角色，负责洋红工房推出的视觉小说的企划、编剧、原画家和演出等角色。

## 事件
《山桂》在Steam游戏平台的发行商与洋红工房因运营、利润分配出现冲突，洋红工房通过其官方新浪微博账号声明“STEAM上《山桂》(AppID: 307050)的后续客服与更新工作与洋红工房不再有任何关系”，但“并没有放弃对《山桂》著作权与版权的主张”。目前洋红工房将《山桂》作为第四作《山桂2》免费DLC的形式发布。
1. ↑  . 洋红工房. 2016-05-28.